# Linda Mallik
Linda Alexandra Margareta Mallik, född 7 juni 1968, är en svensk regissör och musiker.
Linda Mallik har en mastersexamen i operaregi från Operahögskolan i Stockholm 2011. Hon är även utbildad pianist från Kungliga Musikhögskolan i Stockholm, samt i dirigering vid S:t Petersburgs Statliga Musikkonservatorium. De senaste åren har Mallik även skrivit dramatik för bland andra GöteborgsOperan och Norrbottensteatern. 
Vinnare av Kulturfrågan Kontrapunkt 2024 med Lag Mallik.

## Uppsättningar

### Regi
- Romeo och Julia, fritt efter Shakespeare, El Sistema//Kungliga Filharmonikerna på Konserthuset i Stockholm, 2021
- Unizona/Polizona av V Hamidi Isacsson i samarbete m Unga Klara på Stockholms Konstnärliga Högskola, 2021

- Om Människan av Mallik/Engström/Ardelius på Folkoperan 2019
- Fables/Three Sisters Who are Not Sisters av Ned Rorem, Göteborgs Högskola för Scen och Musik, 2018
- Världens Bästa Tårta av Linda Mallik och Per Larsson på GöteborgsOperan, 2017-2018
- Liam och de Fem Utmaningarna, av Linda Mallik (regi Ö. Groundstroem), på NorrbottensTeatern 2015
- Le Nozze di Figaro av Wolfgang Amadeus Mozart på Norrlandsoperan, 2016
- Le Comte Ory av Gioacchino Rossini på Malmö Opera, 2014
- Mayday Payday av Joel Engström på Folkoperan/Kungliga Musikhögskolan, 2014
- Olycksfågeln - historien om Calamity Jane av Rebecka Cardoso på Teater Halland, 2013, uruppförande
- M/S Aurora, opera av Jonas Dominique på Berwaldhallen, 2013, uruppförande
- The Cunning Little Vixen, av Leoš Janáček, regi & svensk översättning på Läckö Slottsopera, 2012
- Den 4444e dagen, opera av Patrik Jarlestam på Operahögskolan 2012, uruppförande
- Det positiva bruset, opera av Joel Engström på Operahögskolan 2012, uruppförand
- Fausts Förvandling, opera av Charles Gounod, regi & bearbetning, Folkoperan, 2011
- The Rakes' Progress, Igor Stravinskij, Studioteatern på Operahögskolan i Stockholm, 2010

### Dirigent/kapellmästare, urval
- Mordet på Marat, Peter Weiss, musik av Philippe Boix-Vives, Stockholms stadsteater, 2008

- Fallet Ander, Lars Carlsson Nalen, 2006 (urpremiär)

- Der Schauspieldirektor, Wolfgang Amadeus Mozart, Riksteatern 2005

- Zaide, Wolfgang Amadeus Mozart, Ystadoperan 2006 samt Kulturhuset, Stockholm 2003–2004 (svensk urpremiär)

- Systerhäxan, Västerås konserthus, 2004 (urpremiär)

- Don Giovanni, Teater Kristina, 2003

Biträdande regissör på Kungliga Operan 2016-2017